# Pont Śląsko-Dąbrowski (Varsovie)
Le pont Śląsko-Dąbrowski (polonais : Most Śląsko-Dąbrowski) est un pont de Varsovie.

## Histoire
Le pont est construit de 1947 à 1949 sur les piliers du pont Kierbedzia détruit pendant la Seconde Guerre mondiale.
Le nom du nouveau pont rend hommage à la contribution des régions de Silésie et de Zagłębie Dąbrowskie (pl) à la reconstruction de la capitale après les ravages de la Seconde Guerre mondiale.
Le pont fait partie intégrante de l'axe Est-Ouest (pl), inauguré le 22 juillet 1949 et qui relie les arrondissements de Praga à l'est, est Wola à l'ouest, en passant par le quartier de Muranów (pl).
Le pont est rénové régulièrement, notamment de 1992 à 1993. En 2007, en raison de la circulation accrue des tramways le long de l'axe Est-Ouest, la voie de tramway est séparée de la chaussée. Depuis 2009, elle sert également de couloir réservée aux bus, ce qui réduit considérablement les temps de trajet des transports publics dans la capitale.
Sur le pont, plusieurs plaques rappellent les évènements qui se sont déroulés sur l'ancien pont Kierbedzia en 1944 : 
- À la mort de Zbigniew Gsicki (alias Juno) et Kazimierz Sott (alias Sokół), qui se jetèrent dans la rivière pour échapper à la police après l'exécution de Franck Kutschera (pl), chef de la police à Varsovie, condamné à mort par la résistance polonaise.
- En hommage aux soldats du bataillon Bończa de l'Armia Krajowa (Armée de l'Intérieur), tombés le 1er août 1944 lors de l'attaque du pont et de la maison Schicht.
- À la mémoire des combats des 13 et 14 septembre 1944, pendant l'insurrection de Varsovie

## Sources
- (pl) Cet article est partiellement ou en totalité issu de l’article de Wikipédia en polonais intitulé « Most Śląsko-Dąbrowski » (voir la liste des auteurs).